# Neoopisthopterus
Neoopisthopterus es un género de peces de la familia Clupeidae, del orden Clupeiformes. Este género marino fue descrito científicamente en 1948 por Samuel Frederick Hildebrand.

## Especies
Especies reconocidas del género:
- Neoopisthopterus cubanus Hildebrand, 1948
- Neoopisthopterus tropicus (Hildebrand, 1946)